# Wojciech Kardynalski
Wojciech Kardynalski (ur. 23 kwietnia 1948 w Starachowicach, zm. 13 grudnia 2017 w Kielcach) – polski działacz sportowy, zawodnik i trener podnoszenia ciężarów.

## Życiorys
Jako zawodnik od 1967 związany był w klubem Tęcza Kielce, wielokrotnie zdobywając w tym czasie mistrzostwo okręgu w kategorii muszej. Od 1986 był pracownikiem swojego rodzimego klubu jako trener, zaś od 1996 także jako prezes. Pod jego kierownictwem trójboiści Tęczy Kielce zdobywali między innymi medale mistrzostw Polski, Europy i świata. Wojciech Kardynalski piastował także funkcję prezesa Świętokrzyskiego Związku Podnoszenia Ciężarów, Kulturystyki i Trójboju Siłowego, a w latach 1994–1998 funkcję wiceprezesa Polskiego Związku Kulturystyki i Trójboju Siłowego i przewodniczącego Kolegium Sędziów. Był także sędzią międzynarodowym pierwszej klasy w trójboju siłowym. Zmarł 13 grudnia 2017 i został pochowany na cmentarzu komunalnym w Cedzynie.